# Loetoeng Kasaroeng
Loetoeng Kasaroeng is een Indonesische film uit 1926. Hoewel geproduceerd en geregisseerd door Nederlandse filmmakers, was het de eerste film die commercieel werd uitgebracht waarin Indonesische acteurs speelden.
De film werd geschoten in Padalarang door de Java-Film Co, eigendom van L. Heuveldorp. Heuveldorp regisseerde ook de film met de hulp van George  Krugers als cameraman. Alle acteurs waren lokale, met inbegrip van de hoofdrolspelers Martoana en Oemar. Vanaf 21 december 1926 tot 6 januari 1927 werd de film vertoond in drie bioscopen: Elita, Orientalbioscoop en Feestterrein.